# Jan Solari
Jan "Giovanni" Solari was een 17e-eeuwse Poolse architect van Italiaanse afkomst. Solari heeft de Franciscus van Saleskerk in Krakau gebouwd en was vermoedelijk ook betrokken bij de bouw van andere kerken in Klein-Polen.
| Naam                                 | Bouwjaar  | Adres                       | Plaats       | Bijzonderheden | Afbeelding |
| ------------------------------------ | --------- | --------------------------- | ------------ | -------------- | ---------- |
| Onbevlekte Ontvangenis van Mariakerk | 1681-1691 | ul. Zielenice 30            | Zielenice    |                |            |
| Franciscus van Saleskerk             | 1686-1695 | ul. Krowoderska 16          | Krakau       |                |            |
| Heilige Kruiskerk van Kleparz        | Na 1684   | ul. Długa 42                | Krakau       | Vermoedelijk   |            |
| Johannes de Doperkapel               | 1684-1688 | ul. Jana III Sobieskiego 30 | Jerzmanowice | Vermoedelijk   |            |